# Пам'ятки архітектури Ямпільського району (Сумська область)
У Ямпільському районі Сумської області на обліку перебуває 4 пам'ятки архітектури.
| № | Назва                                          | Дата спорудження         | Місце                          |
| - | ---------------------------------------------- | ------------------------ | ------------------------------ |
| 1 | Хрестовоздвиженське трудове братство           | 1885-1895 (архіт., іст.) | с. Воздвиженське               |
| 2 | Залізничний вокзал станції Хутір Михайлівський | 1953                     | м. Дружба, вул. Калініна.      |
| 3 | Успіня Богородиці церква                       | 1730                     | с. Чуйківка                    |
| 4 | Школа № 1                                      | 1936                     | смт. Ямпіль, вул. Шкільна, 10. |
|   |                                                |                          |                                |